# Mydaea latipennis
Mydaea latipennis är en tvåvingeart som först beskrevs av Hough 1900.  Mydaea latipennis ingår i släktet Mydaea och familjen husflugor. Inga underarter finns listade i Catalogue of Life.